# Revolución egipcia de 2011
La crisis política en Egipto de 2011, conocida internacionalmente como la Revolución egipcia, y también como la Revolución de los jóvenes, Revolución blanca o Tercera revolución egipcia, fue una serie de manifestaciones callejeras que comenzaron el martes 25 de enero de 2011 (el llamado Día de la Ira, en árabe: يوم الغضب, en AFI: ˈjoːm elˈɣɑdɑb) y que se difundieron por todo Egipto, llevada a cabo por diversos grupos sociales e inspirada principalmente en la Revolución tunecina.
Las manifestaciones y revueltas se originaron como una protesta por el exceso de brutalidad policial, las leyes de emergencia del Estado, las altas tasas de desempleo, el deseo de aumentar el salario mínimo, la carencia de viviendas y alimentos, la inflación, la corrupción, la falta de libertad de opinión, las pobres condiciones de vida, factores estructurales-demográficos. La principal meta de los manifestantes era forzar la salida del presidente Hosni Mubarak, quien llevaba en el poder casi 30 años. 18 días después del inicio de las protestas, el viernes 11 de febrero, Mubarak finalmente dimitió.
Las manifestaciones, iniciadas el martes 25 de enero de 2011, fueron calificadas como los acontecimientos más graves de la sociedad civil en muchos años. A partir de julio del mismo año, se sucedieron nuevas protestas que exigían la aceleración de la transición hacia la democracia, hasta la celebración de elecciones el 21 de julio de 2011, en las que fue elegido presidente Mohamed Morsi.
El 11 de febrero de 2011, el vicepresidente Omar Suleiman anunció que Mubarak dimitía como presidente, entregando el poder al Consejo Supremo de las Fuerzas Armadas (CSFA).  La junta militar, encabezada por el jefe de Estado Mohamed Tantawi, anunció el 13 de febrero que la Constitución estaba suspendida, que ambas cámaras del parlamento se disolvían y que los militares gobernarían durante seis meses (hasta que se pudieran celebrar elecciones). El gabinete anterior, incluido el primer ministro Ahmed Shafik, serviría como gobierno provisional hasta que se formara uno nuevo. 
Después de la revolución contra Mubarak y un período de gobierno del Consejo Supremo de las Fuerzas Armadas, los Hermanos Musulmanes tomaron el poder en Egipto a través de una serie de elecciones populares, y los egipcios eligieron al islamista Mohamed Morsi para la presidencia en junio de 2012, después de ganar las elecciones sobre Ahmed Shafik.  Sin embargo, el gobierno de Morsi se encontró con una feroz oposición después de su intento de aprobar una constitución de tendencia islámica. Morsi también emitió un decreto presidencial temporal que elevó sus decisiones sobre la revisión judicial para permitir la aprobación de la Constitución.  Provocó la indignación general de los laicos y los miembros del ejército, y el 28 de junio de 2013 estallaron protestas masivas contra su gobierno.  El 3 de julio de 2013, Morsi fue depuesto por un golpe de Estado liderado por el ministro de Defensa, el general Abdelfatah El-Sisi, mientras millones de egipcios salían a las calles en apoyo de elecciones anticipadas. El-Sisi fue nombrado presidente de Egipto después de unas elecciones en 2014 que fueron boicoteadas por los partidos de la oposición. 

## Antecedentes

### Ley de Emergencia

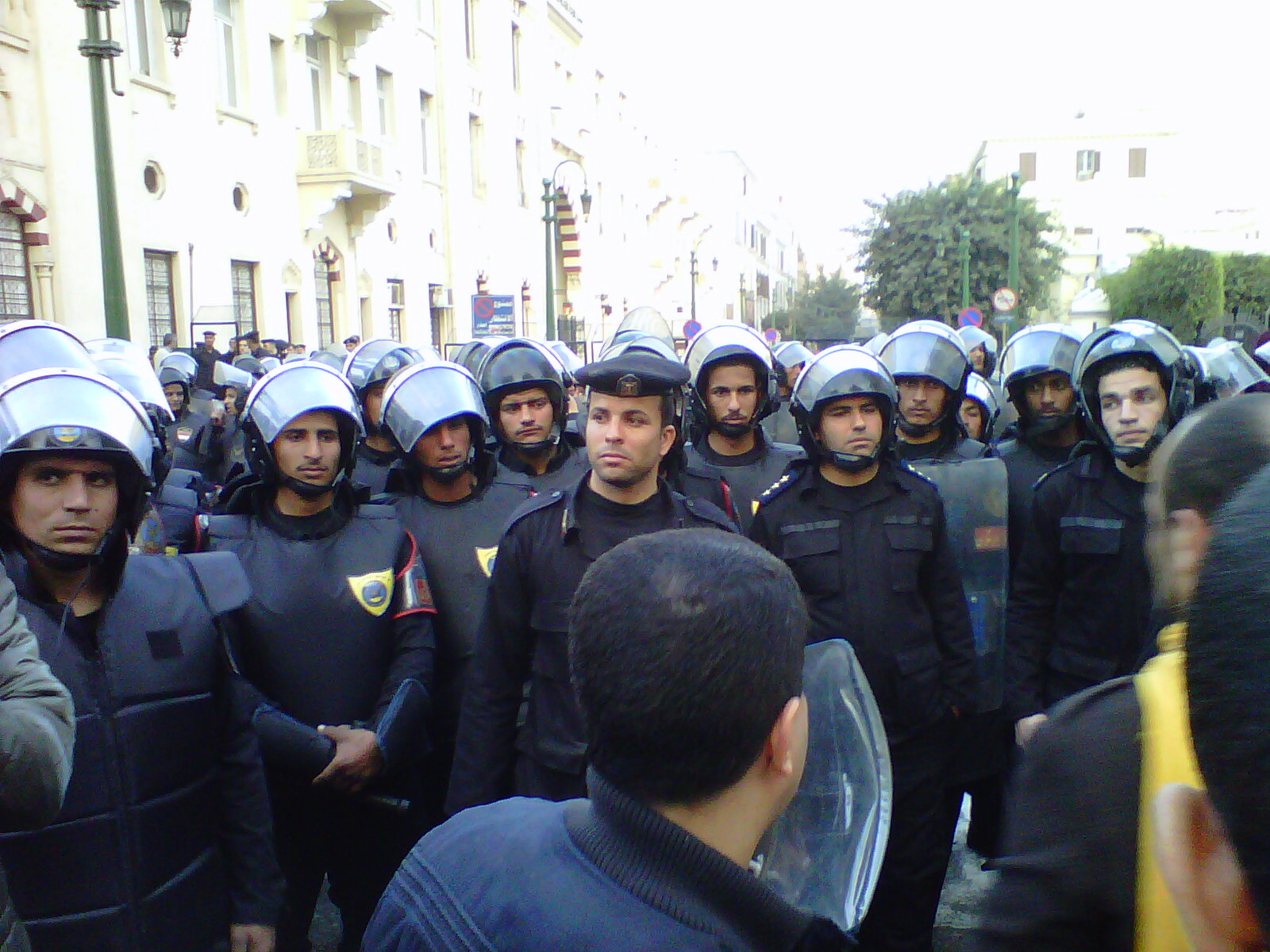
La policía paramilitar antidisturbios de la Central de las Fuerzas de Seguridad desplegados durante las protestas del 25 de enero.

Egipto es una república semipresidencialista sometida a una Ley de Emergencia (Ley N.º 162 de 1958) desde 1967, excepto por un breve período de 18 meses en la década de 1980. Al amparo de esa ley, la policía posee amplias facultades, los derechos constitucionales quedan suspendidos y la censura está legalizada. La ley claramente circunscribe cualquier actividad política no gubernamental: manifestaciones callejeras, organizaciones políticas no autorizadas, y las donaciones financieras sin registrar están oficialmente prohibidas. Organizaciones de derechos humanos estiman que en 2010 entre 5 000 y 10 000 personas fueron detenidas durante largos periodos sin cargos o juicio, y que en la década de 1990 la cifra de los detenidos fue superior a los 20 000. Bajo el estado de emergencia, el gobierno tiene el derecho de apresar individuos indefinidamente, y sin razón alguna. El gobierno continúa reclamando que los grupos opositores como los Hermanos Musulmanes pudieron haber tomado el poder en Egipto si el actual gobierno no hubiera prescindido de las elecciones parlamentarias, confiscado sus principales posesiones financieras y detenido a los testaferros; acciones que, serían imposibles de realizar sin un sistema judicial independiente y sin una ley de emergencia.
Defensores de la democracia en Egipto argumentan que esto va en contra de los principios de la democracia, que incluyen el derecho a un juicio justo y el derecho al sufragio por cualquier candidato y/o partido que consideren el adecuado para dirigir su país.

### Presidencia de Mubarak
El presidente Hosni Mubarak ha estado gobernando Egipto desde el asesinato del presidente Anwar El Sadat por radicales islámicos en 1981. El mismo Mubarak resultó herido durante ese incidente. Su gobierno ha sido criticado por la prensa. Su apoyo a las negociaciones de paz en el conflicto palestino-israelí lo ha convertido en un aliado de Occidente;  llegando a recibir  1,5 millardos de dólares anualmente en ayuda de los Estados Unidos.
 Su gobierno es también conocido por su ofensiva contra los militantes islámicos. Como consecuencia, las reacciones iniciales hacia los abusos de Hosni Mubarak por los EE. UU. son nulas.

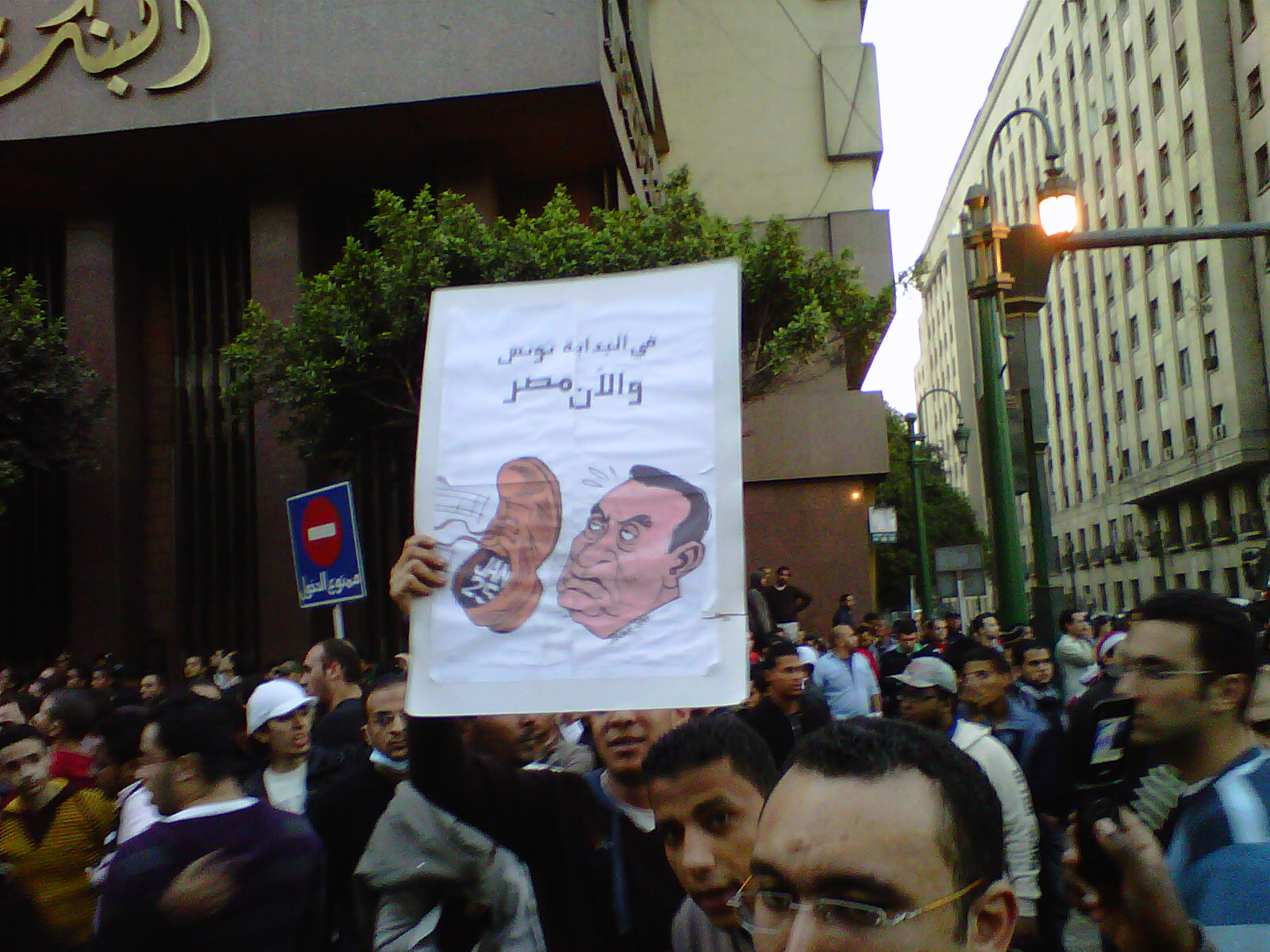
Manifestante sosteniendo una pancarta con la ilustración de un zapato con un "25 de enero" escrito en él, volando hacia la cara de Hosni Mubarak, en referencia a la reacción de Muntadhar al-Zaidi durante la visita de George W. Bush a Irak.

### Corrupción
La corrupción política en el Ministerio del Interior de la administración de Mubarak se ha incrementado de forma dramática, debido al menor poder sobre el sistema institucional. La subida al poder de poderosos empresarios en el partido de gobierno y en la Asamblea Popular ha conllevado un gran recelo por parte de la población durante el mandato del primer ministro Ahmed Nazif. Un buen ejemplo es el monopolio que ejerce Ahmed Ezz en la industria del acero en Egipto controlando el 60% de la cuota de mercado.
Se ha estimado que el expresidente de Egipto, Hosni Mubarak, puede tener una fortuna de unos 70 millardos de dólares, lo cual lo ubica como el hombre más rico del mundo, si tomamos como referencia la prestigiosa lista de Forbes.
En 2010, Transparencia Internacional en su Índice de Percepción de Corrupción, situó a Egipto en el lugar 98, con una calificación de 3,1; basado esto en el grado de corrupción tanto gubernamental como empresarial. Siendo 10,0 la ausencia de corrupción y 0,0 la total y más extrema corrupción.

### Explosión demográfica
La población, que en 1950 era de unos 20 millones y hacia 1980 de unos 44 millones, alcanzó en 2009 los 83 millones de habitantes.
La mayor parte de los egipcios habitan en la ribera del río Nilo en una superficie de 40 000 km², la única zona fértil del país. La emergente crisis de la sobrepoblación ha causado problemas de pobreza, higiene, educación y vivienda, así como una reducción de la tierra fértil disponible.

### Atentado en iglesia de Alejandría
El día de Año Nuevo fue detonado un artefacto explosivo en las afueras de una iglesia de Alejandría, matando a 23 personas e hiriendo a otras 97. Esto provocó protestas por parte de la comunidad cristiana, a la que también se sumaron algunos musulmanes, que derivaron en condenas al régimen de Mubarak.

## Protestas

### Inmolaciones
En Egipto hubo al menos seis casos de inmolación conocidos. Entre ellos, un hombre fue detenido cuando intentaba prenderse fuego en el centro de El Cairo. Abdou Abdel-Moneim Jaafar, de 49 años de edad, dueño de un restaurante, se inmoló delante del Parlamento egipcio.
|   | Nombre                    | Residencia        | Fecha de inmolación | Estado                        | Ref(s)        |
| - | ------------------------- | ----------------- | ------------------- | ----------------------------- | ------------- |
| 1 | Abdou Abdel-Moneim Jaafar | Shibin el-Qanater | 17 de enero de 2011 |                               | [ 33 ] [ 34 ] |
| 2 | Mohammed Farouk Hassan    | El Cairo          | 18 de enero de 2011 |                               | [ 35 ]        |
| 3 | Ahmed Hashim al-Sayyed    | Alejandría        | 18 de enero de 2011 | Fallecido 18 de enero de 2011 | [ 36 ] [ 37 ] |
| 4 | Mohammed Ashour Sorour    | El Cairo          | 18 de enero de 2011 |                               | [ 38 ]        |

### Las muertes en Suez
En la ciudad de Suez han acaecido las protestas de mayor violencia. De las siete muertes documentadas, tres ocurrieron en Suez. Los informes de testigos oculares indican que el número de muertos en Suez puede ser mucho mayor, en lo que se ha descrito como una "masacre". Estos informes no pueden ser confirmados pues está prohibida la cobertura de los medios de comunicación en Suez.

### Cronología

#### Martes 25 de enero - Día de la Ira

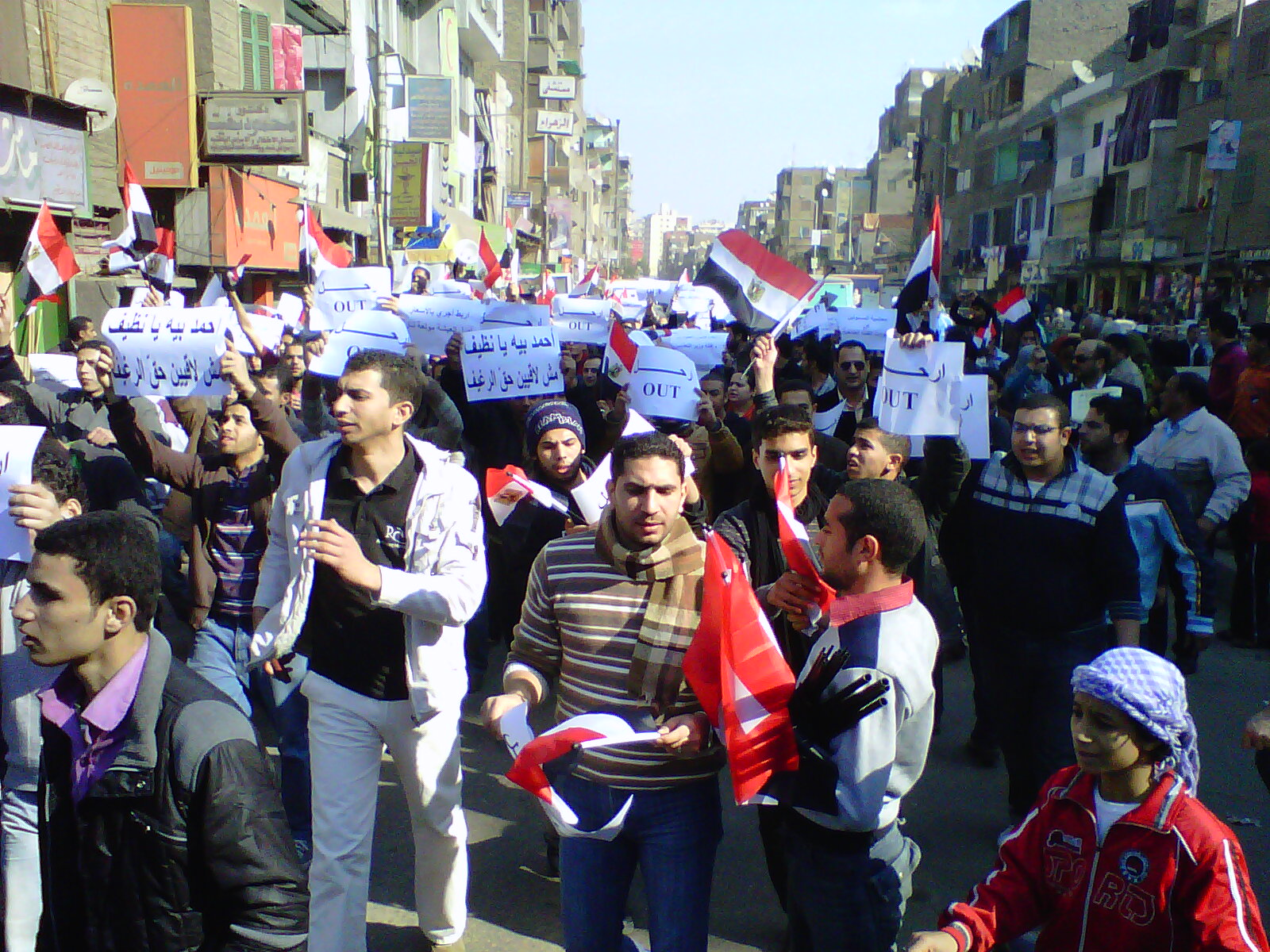
Manifestación el Día de la Ira.

El día martes 25 de enero de 2011 –conocido como Día de la Ira– tuvieron lugar protestas en varias ciudades: El Cairo, Alejandría, Suez e Ismailia. Se informó que en El Cairo murió un policía y en Suez dos manifestantes. En El Cairo, la policía lanzó gases lacrimógenos y utilizó cañones de agua contra los manifestantes, quienes a su vez lanzaron piedras a la policía, que finalmente, los obligó a retirarse. La red social Twitter fue cerrada por el gobierno.
 El presidente Hosni Mubarak culpó a los Hermanos Musulmanes de estar detrás de las revueltas.

##### Asistencia a las protestas
Unas 15.000 personas protestaron en la plaza Tahrir de El Cairo el martes 25 de enero; 20.000 en varios lugares de Alejandría, 200 manifestantes en Asuán, 2000 en Ismailia y 3000 en Mahallah. Estas fueron las mayores manifestaciones en el país desde la Intifada del Pan de 1977.

##### Medios de comunicación
Desde el primer día de protestas el gobierno egipcio censuró la mayoría de los medios de comunicación dentro de Egipto y utilizó medidas para bloquear los sitios web de Internet que ayudaron a los manifestantes informando de los acontecimientos sobre el terreno. El éxito de las protestas se han atribuido en gran parte a la participación de la juventud que utilizando las nuevas tecnologías fue capaz de sortear los bloqueos del gobierno a los medios de comunicación. El gobierno de Egipto se convirtió en el primero que ha cortado el acceso a internet totalmente.

#### Miércoles 26 de enero
El miércoles 26 de enero, al día siguiente del «Día de la Ira», continuaron los levantamientos de miles de manifestantes. Este día se registró un incremento en el uso de la violencia tanto de los manifestantes como de la policía, con el fallecimiento de uno de los manifestantes y de un oficial de policía en El Cairo. En Suez la situación fue más violenta, con el uso de armas y el incendio de varios edificios del gobierno. Finalmente la policía se retiró de Suez, aunque fueron sustituidos por el ejército para bloquear las manifestaciones.
Ese mismo día, Gamal Mubarak, huyó a Londres después de que el país fue sacudido por dos días de violentas protestas por la pobreza. Gamal Mubarak partió con su mujer e hija a bordo de un jet privado desde El Cairo llevando consigo alrededor de cien piezas de equipaje. Horas después de su huida repentina, el Secretario de Relaciones Exteriores de Gran Bretaña, William Hague, criticó las tácticas de mano dura del gobierno egipcio en un alegato en favor de la reforma política.

#### Jueves 27 de enero
Las protestas del día jueves 27 de enero no fueron tan importantes como el levantamiento del día 25, a consecuencia del descanso y la preparación de la manifestación a gran escala prevista para el día 28. Los Hermanos Musulmanes declararon su pleno apoyo a las protestas, anunciando su participación en las del viernes. El líder de la oposición, Mohamed el-Baradei, se comprometió a regresar el jueves de su exilio, para estar cuando sucedieran las protestas del día 28. ElBaradei también declaró que él asumiría el cargo de presidente de Egipto durante el período de transición si Hosni Mubarak abandonaba el país. Durante este día un manifestante de origen beduino falleció por disparos de la policía en la región del Sinaí del Norte, con lo que el número de muertos ascendió a siete.
En Suez acaecieron los mayores levantamientos y conflictos, y fueron incendiados más edificios, incluso comisarías de policía. La población de Suez y la región del Sinaí, pertrechada con armas de fuego, causó graves revueltas. Algunos testigos afirmaron que el gobierno desconectó Internet a las 1:00 hora local. La cifra de muertos aumentó a un mínimo de ocho, tras abatir la policía a tiros a un manifestante.

#### Viernes 28 de enero - Viernes de la Ira

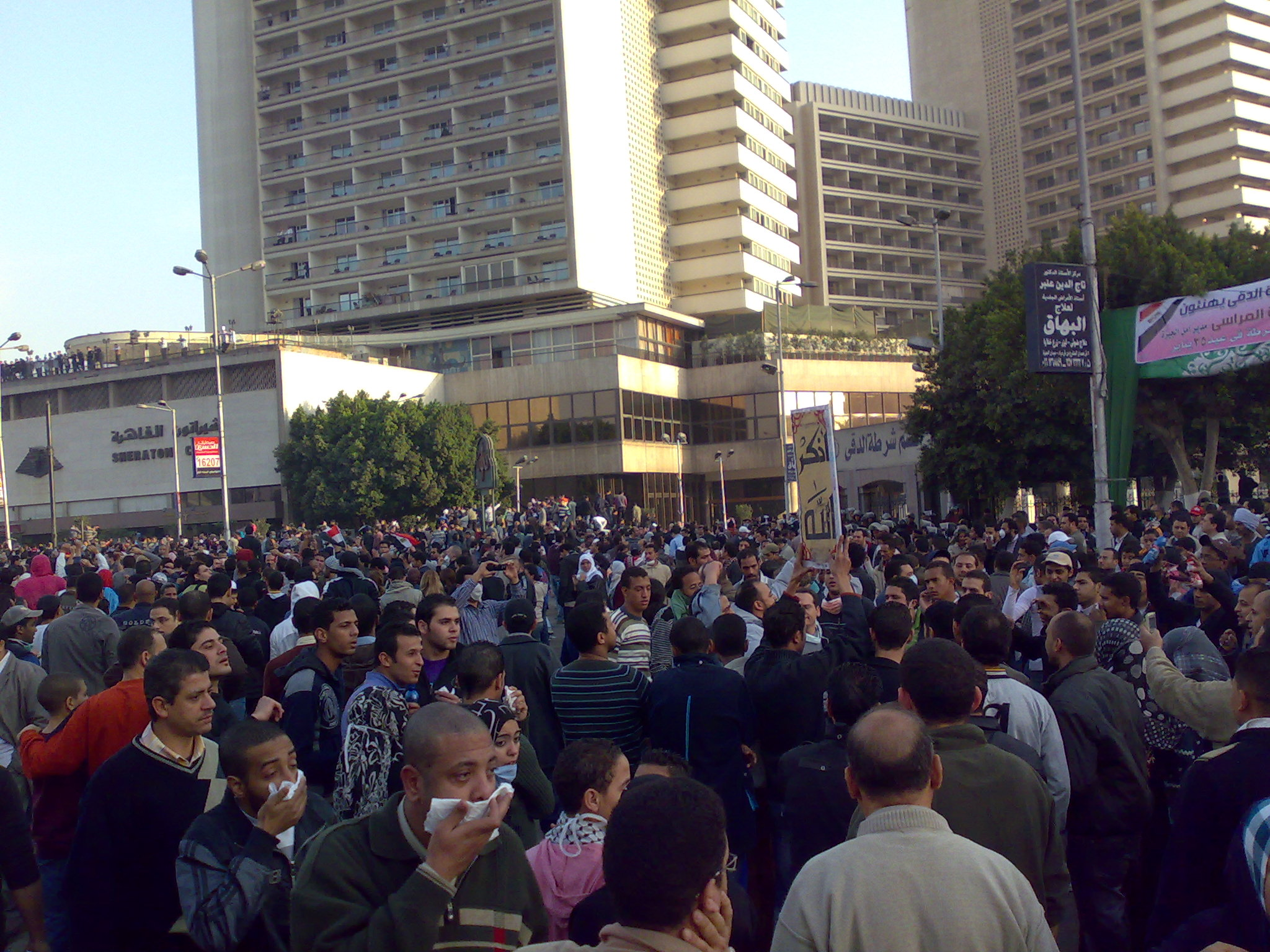
Protestas del 28 de enero en El Cairo.

El mismo grupo de Facebook que proclamó las protestas del martes 25 de enero programó para el viernes 28 de enero una nueva revolución. Pidieron un millón de manifestantes para unirse a la «Marcha de 1 millón de hombres».
Quince minutos después de las oraciones diarias, decenas de miles de manifestantes comenzaron un levantamiento que en pocas horas reunió a cientos de miles de personas. El potencial candidato presidencial, Mohamed ElBaradei, regresó a El Cairo y dijo que tenía previsto unirse a los manifestantes. El Baradei lideró las protestas en Guiza. Sin embargo, fue detenido por la policía cuando salía de una mezquita del barrio cairota de Guiza.
El gobierno egipcio bloqueó los servicios de Internet, aunque algunas personas consiguieron comunicarse utilizando software alternativo. El bloqueo de internet fue ordenado por el gobierno de Hosni Mubarak a los proveedores de acceso que operan en el país árabe produciendo el corte de las conexiones internacionales. Como consecuencia de los cortes y bloqueos en la noche del 27 al 28 de enero los enrutadores y BGPs no podían intercambiar tráfico con los servidores egipcios.
La policía disparó gases lacrimógenos contra la multitud, ocasionando violentos enfrentamientos entre las autoridades y el gobierno, por un lado, y los manifestantes, por otro. En la mayor parte del país fue bloqueado el acceso a Internet así como los servicios de telefonía móvil. Los operadores de telefonía móvil fueron instruidos para suspender los servicios en determinadas zonas. Según la legislación egipcia, las autoridades tienen el derecho de emitir una orden y los operadores están obligados a cumplir con ella.
En todo el país se contabilizan cientos de miles de manifestantes. En Suez, miles de personas tomaron el control de las comisarías de policía liberando a los manifestantes que estaban detenidos. En esta misma ciudad un hombre falleció durante la protesta por disparos de la policía, ascendiendo el número de muertos a nueve. En Puerto Saíd, decenas de miles de manifestantes se reunieron e incendiaron varios edificios gubernamentales.
Mubarak anunció la formación de un nuevo Gabinete y en un mensaje a la nación prometió reformas. Al menos murieron 29 personas en las ciudades de El Cairo y Suez. En El Cairo fallecieron 16 en los hospitales. En Suez murieron 13 personas.

#### Sábado 29 de enero

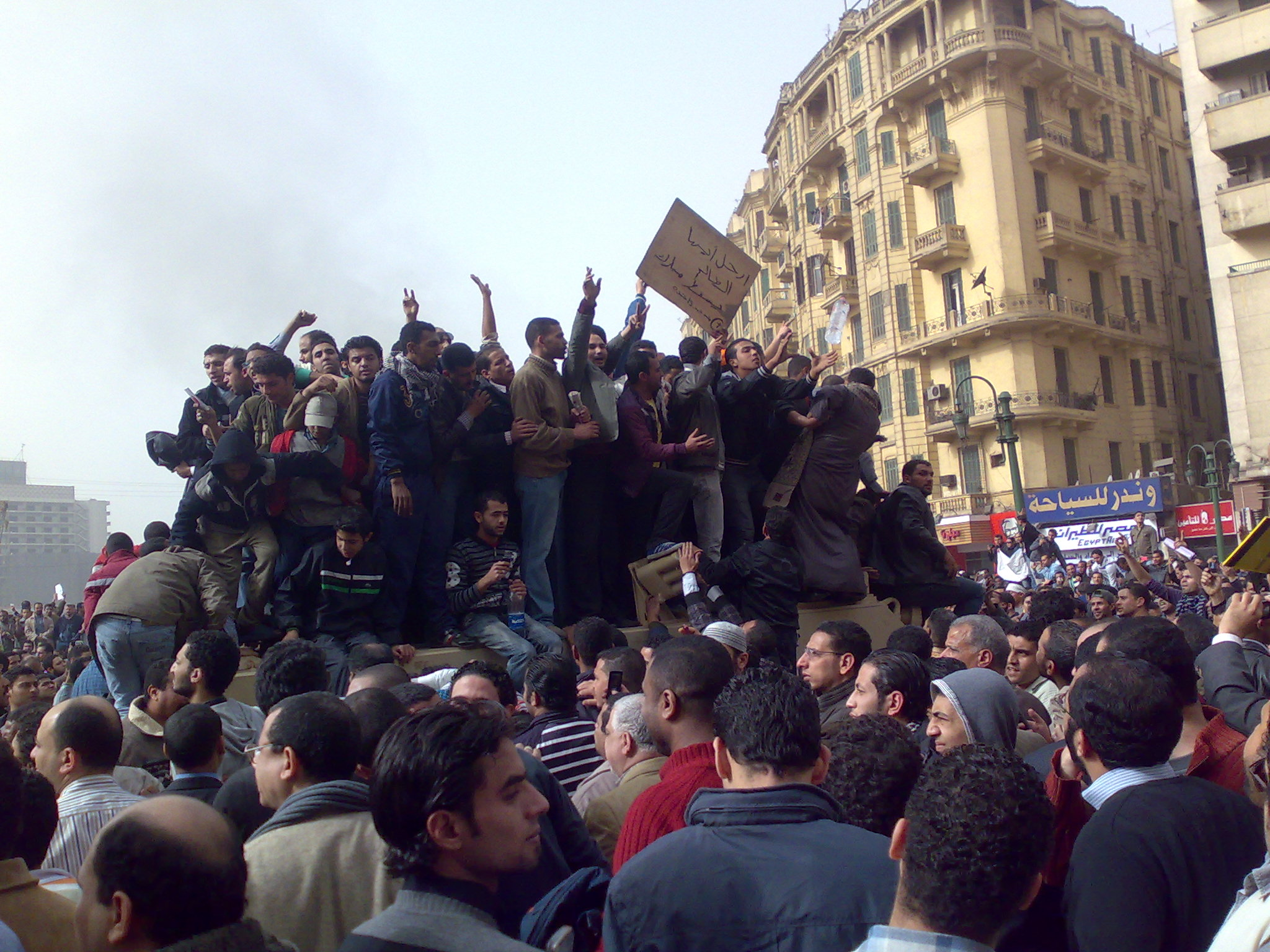
Manifestantes sobre un tanque de guerra en la plaza de la Libertad de El Cairo en el 29 de enero.

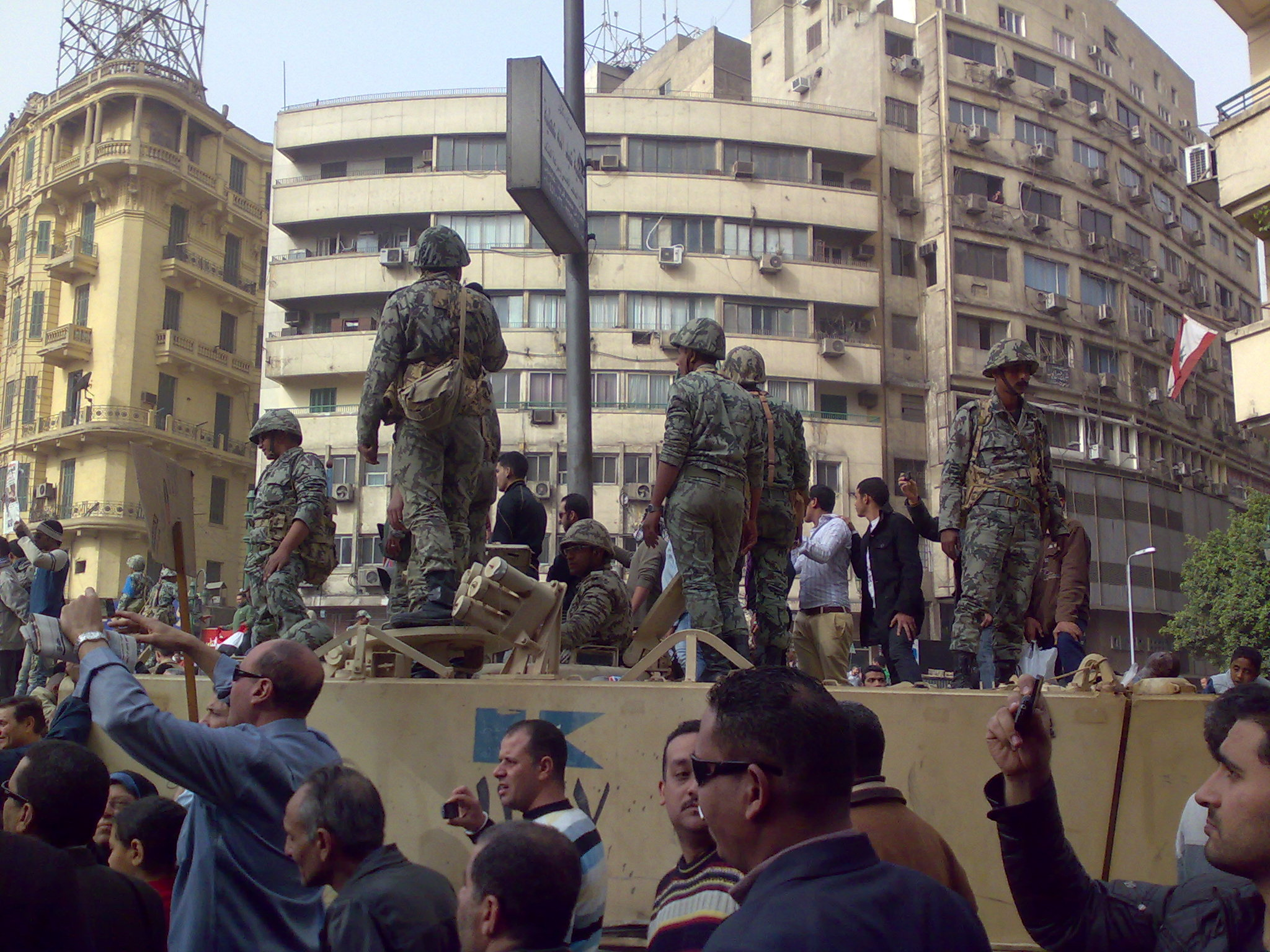
Soldados observan la manifestación en la plaza de la Liberación (Midan Tahrir) el 29 de enero.

Las múltiples y generalizadas protestas continúan, y muchos de los asistentes gritan "Abajo Mubarak". También se podían escuchar cánticos de "el pueblo y el ejército están unidos", mientras la posición del ejército en el transcurso de los eventos continuó siendo firme, aunque ambigua. A las 14:00 h, tiempo local (12:00 GMT), aproximadamente 50 000 personas se reunieron en la plaza de la Liberación, 10 000 en Kafr El Sheij, y se realizaron más protestas en todo Egipto. El ejército anunció un toque de queda para El Cairo, Alejandría y Suez que empezaría a las 16:00h y se prolongaría hasta las 8:00h. Sin embargo, el toque de queda previo de las 6PM, impuesto el día anterior por la policía, "prácticamente no tuvo efecto alguno", según Al Jazeera, pues los descontentos seguían acudiendo a la plaza. Los manifestantes también se reunieron frente al Ministerio del Interior, siendo tres de ellos asesinados por la policía cuando intentaron tomarlo por asalto.
La moral de los manifestantes era más alta que en los días previos, según los reporteros, e incluso lo celebraban, porque sentían que el fin del régimen de Mubarak estaría cerca, aunque no había evidencias tangibles de que esto sucedería. Un testigo le dijo a Al Jazeera que personas de todas las edades, hombres y mujeres, estaban presentes. A pesar del toque de queda, el pueblo estaba en las calles y nadie se atrevía a detenerle. Se registraron saqueos, pues la presencia policial era nula en las calles cairotas.
Muchos lugares de interés turístico se resintieron por los disturbios y el acceso a las pirámides de Guiza fue cerrado. Sin embargo, la ciudad turística de Sharm el Sheij ha permanecido en calma.
Se propagaron denuncias de que el gobierno estaba permitiendo los saqueos para aumentar la sensación de desorden y motivar la vuelta al control gubernamental: "ha habido órdenes de la superioridad para liberar a conocidos delincuentes de las prisiones y dejar que se mezclen con los manifestantes". En Suez los tanques patrullaron la ciudad, y una comisaría de policía fue incendiada, tomando los manifestantes armas de su interior. En El Cairo 17 manifestantes murieron cuando intentaban asaltar una comisaría, además de ocho personas al enfrentarse a la policía. También murieron ocho personas apresadas que intentaban escapar de la policía. Según Reuters, la cifra de fallecidos asciende a cien, aunque no se puede confirmar. En Rafah, los manifestantes lincharon hasta la muerte a tres policías.

#### Domingo 30 de enero

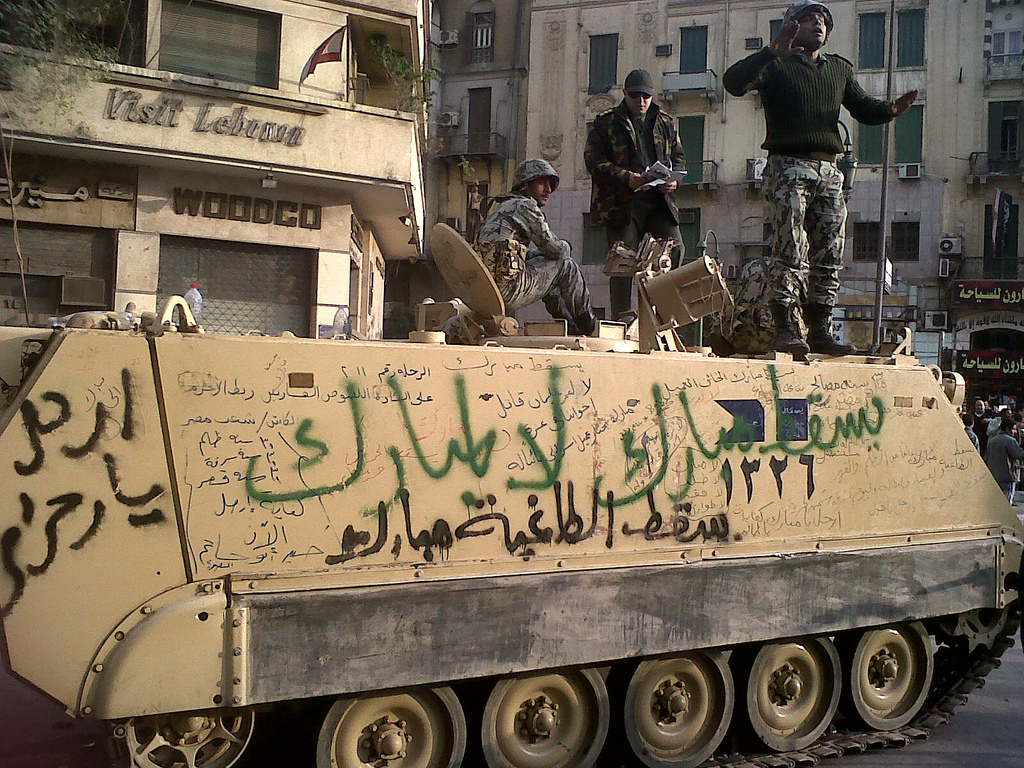
Vehículo de transporte de infantería con grafitis, donde se puede leer: "Abajo Mubarak", "No más Mubarak", "Mubarak el tirano ha caído", "30 años de hurto e injusticia... ya es suficiente... vete ya", "¡Márchate ladrón!"'. ^{(30 de enero de 2011)}

Durante la noche los manifestantes no cumplieron el toque de queda en El Cairo, formándose patrullas vecinales para protegerse de los saqueadores. El ejército protegió los principales edificios de la ciudad. Por la mañana, la plaza Tahrir fue llenándose de manifestantes que pedían una nueva constitución y un nuevo gobierno. El ejército recibió órdenes de disparar a la multitud, pero los soldados se negaron, protegiendo a los ciudadanos. El ejército apoyó a los manifestantes, a los que también se unieron los jueces del país. Los manifestantes se organizaron para mantener la plaza limpia de basura y para proveer los servicios esenciales. En las manifestaciones en la plaza fue visto Mohamed Hussein Tantawi, ministro de defensa y comandante en jefe de las fuerzas armadas, así como Mohammed ElBaradei, que indicó: "Ustedes son los dueños de esta revolución. Ustedes son el futuro. Nuestra demanda principal es la salida del régimen y el comienzo de un nuevo Egipto en la que cada egipcio viva con honradez, libertad y dignidad", El Banco Central Egipcio dio orden de cerrar todos los bancos y la Bolsa durante ese día.

#### Lunes 31 de enero
En El Cairo continuaron las manifestaciones, con unos 250 000 asistentes. Por la noche se registraron un número menor de actos vandálicos, aunque comenzó a haber problemas de abastecimiento. En la plaza Tahrir se congregaron diversas personalidades del mundo de la cultura y el deporte. Se llamó a la huelga general. Diversos grupos políticos de la oposición propusieron a El Baradei para negociar con el presidente Mubarak.

#### Martes 1 de febrero - La Marcha del Millón de Personas
El mismo grupo de Facebook que fijó las protestas del martes 25 y el viernes 28 de enero, programó una marcha de un millón de manifestantes para el martes 1 de febrero. La marcha congregó a miles de personas: dos millones según Al Jazeera, más de un millón según The Guardian y cien mil según EFE. La manifestación fue pacífica, participando personas de todas las edades que pidieron la marcha de Mubarak con pancartas que proclamaban: "La gente ha despedido al presidente", "Mubarak vete", "¡Que se vaya, que se vaya!", "¡Fuera!" o "¡Basta ya!". Mohamed El Baradei comentó en una entrevista: "Mubarak debe dejar el país ahora para evitar un baño de sangre. Estamos discutiendo las diferentes alternativas a la era post Mubarak (...) puede haber una negociación pero no llegará hasta que se acepten las demandas del pueblo, y la primera de ellas es que el presidente Mubarak se vaya. Quiero ver un Egipto en paz y si el presidente se va, entonces todo se desarrollará correctamente". La marcha partió desde la plaza Tahrir, que se encontraba fuertemente protegida por el ejército, que colaboraba con los manifestantes, hasta el palacio presidencial de Mubarak, que se encontraba custodiado. También hubo protestas en otras ciudades del país.
Navanethem Pillay, del Alto Comisionado para Derechos Humanos de Naciones Unidas, dijo: 

"Las víctimas han ido aumentando cada día, con informaciones no confirmadas que sugieren que hasta 300 personas podrían haber muerto, que hay más de 3.000 heridos y cientos de detenidos (...) La población está claramente rechazando un sistema que les ha privado de sus derechos fundamentales, y que ha cometido un abanico de graves abusos, entre ellos el empleo muy extendido de la tortura".
Navanethem Pillay

#### Miércoles 2 de febrero - Enfrentamientos violentos entre partidarios de Mubarak y manifestantes
Violentos enfrentamientos, con piedras y palos, ocurren en la plaza de la Liberación. El Ejército, que al principio observó los enfrentamientos sin intervenir, realizó disparó al aire para intentar frenar el descontrol. Mubarak se resiste a renunciar. Más de 500 personas resultaron heridas y una persona muerta.

#### Viernes 4 de febrero - El Día de la Despedida / El Día de la Lealtad / El Día de la Verdad
Los mismos organizadores del «Día de la Ira» y el «Viernes de la Ira» convocaron una protesta frente al palacio presidencial de Heliópolis, que han denominado el «Viernes de la Salida». (en árabe: جمعة الرحيل‎ gumʿat ar-raḥīl) Exigieron que Mubarak dimitiera inmediatamente y fijaron el 4 de febrero como la fecha límite para que renunciara de la presidencia. Los manifestantes progubernamentales declararon que ese sería el «Día de la Lealtad».
Durante la madrugada del viernes 4 de febrero hubo tanques en las calles de El Cairo, pero los manifestantes antigubernamentales permanecieron en la plaza de la Liberación; también los manifestantes progubernamentales se mantuvieron activos. Algunos de los manifestantes volvieron a pasar la noche en la plaza. También hubo pequeños enfrentamientos esporádicos.
Centenares de miles se reunieron para participar en la oración del viernes en la plaza de la Liberación. Se organizaron los acontecimientos del día a iniciar después de la oración. Al Jazeera estimó en más de un millón de personas en la plaza Tahrir, y aproximadamente medio millón en Alejandría. Otras ciudades fueron tomadas por los manifestantes. En Alejandría, los manifestantes le advirtieron al gobierno que si usaban la violencia contra los manifestantes cairotas, ellos marcharían hacia El Cairo para unirse a las manifestaciones.
Mubarak, en una entrevista a Christiane Amanpour de la cadena estadounidense ABC, dijo que estaba «harto» de estar en el servicio público, y que ha tenido suficiente con 62 años. «Me iría ahora mismo, pero si me voy habrá caos», añadió.

#### Jueves 10 de febrero - Discurso de Mubarak
Mubarak dio un discurso televisado a las 24:00 horas, pero era un mensaje grabado durante esa misma tarde. Por esta razón, durante la tarde crecía el rumor de su salida del país. El mandatario egipcio se dirigió al pueblo para anunciar que delegaba sus responsabilidades de gobierno en el vicepresidente Omar Suleiman. Añadió también que en septiembre abandonaría el poder tras la celebración de elecciones. Para que se produzca esta sucesión, Mubarak prometió reformar la constitución y derogar la Ley de Emergencia de 1981. Así, adoptó como propio el cambio que vive Egipto con expresiones como «nuestro movimiento de cambio no tiene vuelta atrás» y «la sangre de vuestros mártires no se va a perder». En la plaza Tahrir se vivió en directo el discurso pues esa misma tarde se habían instalado pantallas gigantes. Los manifestantes gritaron consignas en contra del presidente desde el momento en que anunció que no se marcharía de Egipto. El ejército, esa misma tarde, había reconocido que las demandas del pueblo eran justas y que lo protegerían. Además, delegó en los organizadores de la concentración el control sobre el acceso a la plaza Tahrir.
Omar Suleiman habló en televisión después del mensaje de Mubarak. En el discurso, reforzó los mensajes del presidente y se centró en la seguridad de Egipto. Por eso, pidió a los manifestantes que se marcharan a casa y volviesen a sus trabajos porque «se ha abierto una puerta al diálogo». Además, atacó a «los que quieren poner a la gente en contra de Egipto», en alusión a la comunidad internacional y a la prensa extranjera.

#### Viernes 11 de febrero - Mubarak renuncia
Durante este día miles de personas se concentraron en el llamado «Día de la Despedida», a pesar de los consejos del ejército de desistir en las protestas, al negarse Mubarak a abandonar el poder y considerar insuficientes las reformas anunciadas en el discurso del día anterior. Al Arabiya, anunció al mediodía que el presidente Mubarak había salido del país con su familia, desde El Cairo con destino desconocido, pero, según el Diario Al Ahram, el supuesto huido habría sido el destituido ministro de Finanzas, Youssef Butros Gali, quien habría partido hacia Beirut junto a su esposa, de nacionalidad libanesa. Tras eso, Europa Press precisó que realmente el presidente Mubarak se había trasladado a la localidad turística de Sharm el Sheij, en la península del Sinaí, para tomarse «un descanso».
Por la tarde, el vicepresidente Omar Suleimán emitió un comunicado en el que anunciaba que el hasta ahora presidente Mubarak había abandonado el poder, dejándolo en manos del Consejo Supremo de las Fuerzas Armadas, con Mohamed Hussein Tantawi, ministro de Defensa, al frente, lo que desató la euforia y recelo de los opositores que se encontraban en la plaza de la Liberación de El Cairo. El Consejo del ejército egipcio disolvió posteriormente ambas cámaras del Parlamento. De este modo la Junta Militar cambiaba a un dictador por otro con la intención de emprender reformas y calmar las protestas que se sucedían en las ciudades más importantes de Egipto, aunque pese a todo las protestas continúan y exigen el fin del régimen.

## Condena a cadena perpetua a Hosni Mubarak
Hosni Mubarak y su antiguo ministro del Interior, Habib al Adli, fueron condenados a cadena perpetua por su participación  en la represión que se cobró más de 800 vidas durante la revolución. La sentencia fue dictaminada el sábado 2 de mayo de 2012 por  el Tribunal Penal de El Cairo.  Sin embargo,  tanto Mubarak como al Adli fueron absueltos de los cargos de corrupción y desvío de fondos públicos de los que se les acusaba, ya que,  según el  tribunal, los cargos ya habían prescrito, al haber ocurrido presuntamente hace 10 años.
El juicio estuvo dirigido por el magistrado Ahmed Refaat. Tras concluir la sesión, Mubarak fue trasladado a la prisión egipcia de Tora, donde cumpliría sentencia. Según la televisión estatal, sufrió un "grave problema de salud" a su llegado al centro penitenciario.
A pesar de su condena, los hijos de Mubarak, Alaa y Gamal, que también estaban acusados de corrupción, y  seis de los ex comandantes policiales que conformaban el núcleo duro de seguridad del Ministerio del Interior, fueron absueltos,. De estos últimos, cuatro eran subordinados directos de Al Adli: Hassan Abd El Rahman (ex viceministro del Interior y exjefe de Seguridad del Estado), Adli Fayed (ex viceministro de Interior y exjefe de Seguridad General), Ahmed Ramzy (antiguo jefe de las Fuerzas de Seguridad Centrales) e Ismail al Shaer (exdirector de Seguridad para el Cairo). Los otros dos eran los ex oficiales ministeriales Osama al Marassy y Omar Faramawy.
También fue absuelto Husein Salem, detenido en Madrid el pasado 17 de junio, del cargo de presunto blanqueo de capitales del que se le acusaba.
El juicio no fue recibido con agrado por el pueblo, que exigía penas más severas, entre ellas, la ejecución. Cientos de protestantes se congregaron en la plaza Tahrir, símbolo de la revolución, para manifestar su ira.

## Reacciones

### Egipto

#### Salida de la familia de Mubarak
El hijo del presidente de Egipto, Gamal Mubarak, que había sido señalado como sucesor de su padre, salió hacia Londres junto a su familia el martes 25 de enero de 2011. Las autoridades no confirmaron inmediatamente que Gamal Mubarak había viajado a la capital británica con su esposa e hija a bordo de un jet privado.

#### Otros

##### Libros sobre la révolution
- la revolución egipcia ( de una ver política, social y económica ), escritor político Ahmed Ghanem.[107]
- Desde el jueves 13 de enero de 2011 el índice de la bolsa egipcia cayó casi 1.000 puntos. Además, fueron bloqueadas de manera esporádica las webs de Twitter[43][108][109] y Facebook.[110][111]

### Comunidad internacional

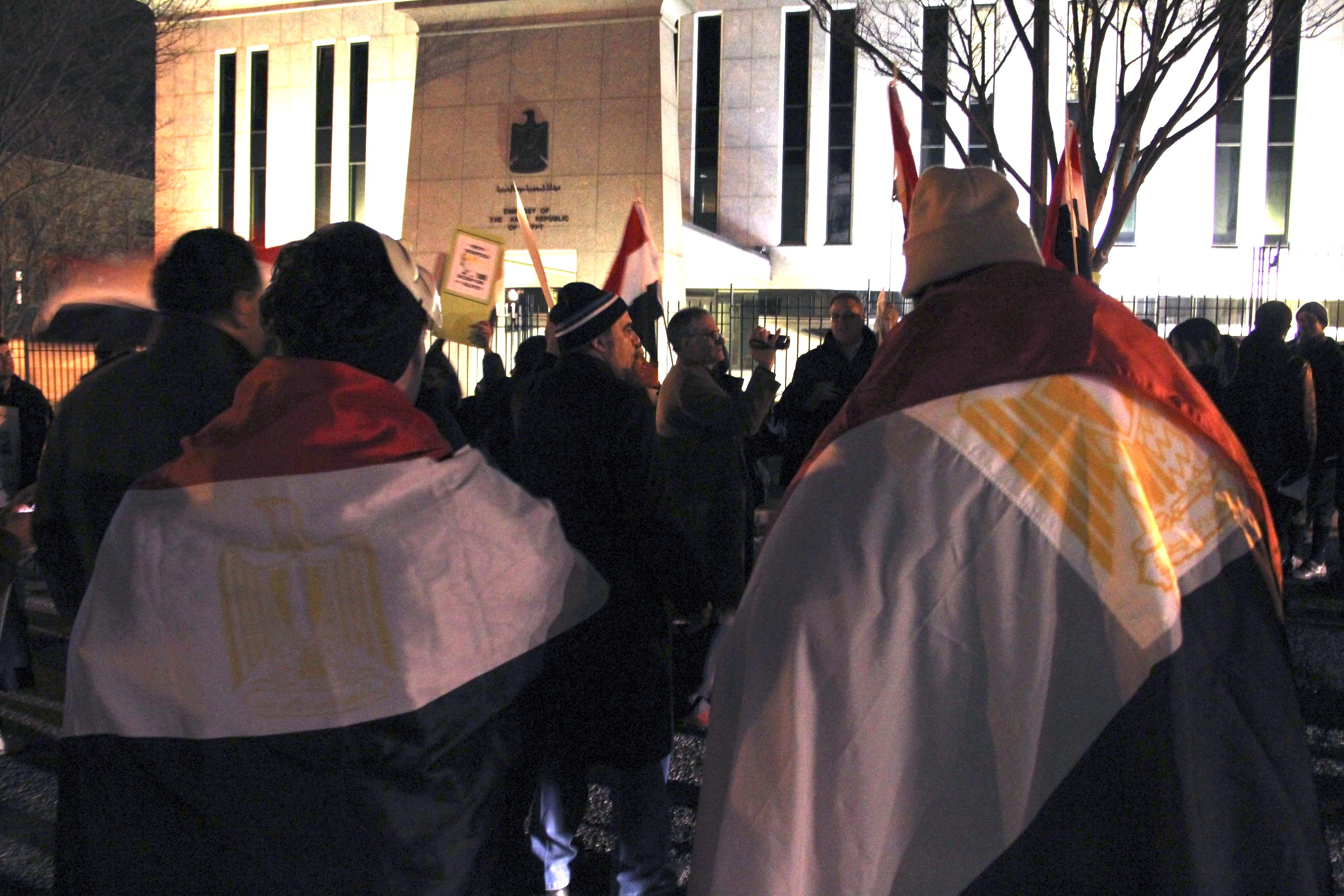
Manifestación ante la embajada de Egipto en Washington D. C.

- Unión Europea: Catherine Ashton,  Alta Representante de la Unión para Asuntos Exteriores y Política de Seguridad de la Unión Europea, dijo que las autoridades egipcias deben escuchar a su pueblo, afrontar sus problemas y respetar su derecho a manifestarse, instando a las "autoridades egipcias a respetar y proteger el derecho de los ciudadanos egipcios de manifestar sus aspiraciones políticas".[112]

- La Unión Africana instó a Mubarak para responder a las protestas masivas en las reformas. UA Paz y Seguridad, Ramtane Lamamra pidió a Mubarak para que las reformas en respuesta a los disturbios. "Creemos que hay cambios que son necesarios para responder a los deseos de la gente, las reformas económicas, medidas sociales, y probablemente también las cuestiones relacionadas con el gobierno tuvo que deben estar hecha."

- Liga Árabe: Amr Moussa, Secretario General de la Liga Árabe, dijo que quería que surja un partido de democracia-multipartidista, pero no dijo qué tan pronto. En declaraciones a la BBC 's del mundo este fin de semana, el exministro de Exteriores egipcio de Mubarak también dijo que para responder a las protestas masivas exigiendo la reforma, en lugar de reorganización ministros. "Este nuevo gobierno debería ser sólo el principio, a un nuevo primer ministro y los ministros de nuevo no significa necesariamente un cambio, líneas claras de la política tendrá que ser declarado."

- ONU: El secretario general de la ONU, Ban Ki-moon, dijo que los líderes mundiales deberían ver las protestas de Egipto como una oportunidad para abordar las "preocupaciones legítimas" del pueblo egipcio. Asimismo, instó a las autoridades locales a que se abstengan de la violencia. El Alto Comisionado para los Derechos Humanos, Navi Pillay, dijo que la mayoría de la frustración y la angustia ha sido causada por las leyes de emergencia e instó al gobierno a permitir el acceso a Internet y servicios móviles. También dijo que se deben tomar medidas para garantizar los derechos de reunión pacífica y de expresión.

Europa
- Alemania: El ministro de Relaciones Exteriores de Alemania, Guido Westerwelle, dijo que estaba "muy preocupado" y llamó a todos los interesados a actuar con moderación.[112] La Canciller de Alemania Angela Merkel pidió a Mubarak que permita las protestas pacíficas, e indicó que la estabilidad de Egipto es "extremadamente importante, pero no a costa de la libertad de expresión".[113]

- España: La Ministra de Asuntos Exteriores, Trinidad Jiménez, dijo que "es importante que las fuerzas políticas (egipcias) hagan un esfuerzo de responsabilidad" y que logren un "consenso básico" para avanzar hacia un "gobierno de unidad" primero y posteriormente a unas "elecciones libres y con todas las garantías". "El hecho de que se hayan empezado a producir algunos contactos con los partidos democráticos de la oposición creemos que es una buena señal, pero hay que esperar".[114]

- Noruega: El ministro de Asuntos Exteriores de Noruega, Jonas Gahr Støre, pidió a las autoridades egipcias a que se abstengan de la violencia, permitan las protestas pacíficas y respeten los derechos políticos y económicos elementales. "Lamento profundamente que se hayan perdido vidas durante estas manifestaciones. El derecho a la libertad de expresión y manifestación son derechos humanos básicos y los requisitos previos para el desarrollo democrático. Las grandes manifestaciones puede ser vistas como una señal de que hay límites a la libertad de expresión política en Egipto."[115]

- Reino Unido: El Secretario de Estado de Asuntos Exteriores del Reino Unido, William Hague, pidió a las autoridades y los manifestantes en Egipto mostrar moderación y evitar la violencia. Instó a las autoridades egipcias a "escuchar las preocupaciones" de los manifestantes.[116]

- Suiza: En el mismo día en que se produjo la renuncia de Mubarak, el gobierno helvético anunció que congeló las cuentas bancarias de Mubarak y su familia, con el objetivo de evitar cualquier riesgo de que sean desviados bienes que pertenecen al pueblo egipcio.[117] A finales de 2009, sus depósitos sumaban unos 3,600 millones de francos suizos (3,500 millones de dólares), según el Banco Nacional Suizo.[118]

América
- Brasil: El gobierno de Brasil emitió una declaración llamando a una "evolución política que responda a las expectativas de su pueblo en un medio ambiente tranquilo, alejado de la injerencia extranjera, a fin de fomentar el continuo desarrollo económico y social" y recordó que "Egipto es un importante socio del Mercosur."[119]
- Chile: El Presidente Sebastián Piñera consideró que "desgraciadamente la situación de Egipto era insostenible" declarando que "había un desencuentro entre el expresidente Mubarak y el pueblo egipcio" y pide por una transición pacífica del poder en Egipto.[120]
- Colombia: El Presidente Juan Manuel Santos expresó que el gobierno de Colombia acompaña el bienestar, la libertad y el pleno goce de los derechos humanos de la población egipcia y confía que el presidente Mubarak y su gobierno promuevan en el corto plazo la normalización de la situación, fortaleciendo las instituciones democráticas.[121]

- Estados Unidos: El presidente de Estados Unidos, Barack Obama, en un discurso televisado dijo que su primera preocupación es la prevención de lesiones o pérdida de la vida y comentó: "Lo que se necesita ahora son medidas concretas que promuevan los derechos del pueblo egipcio... En última instancia el futuro de Egipto será determinado por el pueblo egipcio. Los Estados Unidos siempre serán un socio comprometido con ese futuro, con el gobierno egipcio, y con el pueblo egipcio ". Señaló que en su Discurso de El Cairo de 2009 él había dicho, "Todos los gobiernos deben mantener el poder a través del consentimiento, no de la coerción", y pidió al gobierno egipcio para restaurar el acceso de su pueblo a Internet. Dijo que "este momento de volatilidad tiene que convertirse en un momento de promesa", y pidió a todas las partes a abstenerse de la violencia en sus esfuerzos por lograr una solución.[122] El Vicepresidente de los Estados Unidos Joe Biden, en una entrevista personal, dijo que él conoce bien a Mubarak y que él no lo considera un dictador pero que su tiempo ha llegado para ser más responsable con su pueblo. Biden dijo que Mubarak "ha sido un aliado nuestro en una serie de cosas. Y ha sido muy responsable en lo relativo a los intereses geopolíticos en la región, los esfuerzos de paz en Oriente Medio: las acciones que Egipto ha adoptado en relación con la normalización de relaciones con Israel." agregó que "estamos alentando al gobierno a actuar con responsabilidad y para que trate de establecer un debate sobre lo que puede hacer con fines legítimos, tratando de resolver el problema."[123] La secretaria de Estado de los Estados Unidos, Hillary Clinton, dijo que "El gobierno egipcio tiene una importante oportunidad para responder a las aspiraciones del pueblo egipcio, y llevar a cabo las reformas políticas, económicas y sociales que pueden mejorar sus vidas y ayudar a Egipto a prosperar."[124] Ella dijo a Al Jazeera que Mubarak ha sido un aliado de los EE. UU. en el pasado porque ha mantenido el tratado de paz con Israel en el mantenimiento de la estabilidad. Ella dijo que los EE. UU. apoyan una "transición ordenada".[125] El secretario de prensa de la Casa Blanca, Robert Gibbs, publicó una declaración en Twitter expresando la preocupación "sobre la violencia en Egipto", y agregó que "el gobierno debe respetar los derechos del pueblo egipcio y reactivar las redes sociales e Internet".[126] La embajadora de EE. UU. en Egipto, Margaret Scobey, comentó: "llamamos a las autoridades egipcias a permitir las manifestaciones pacíficas."[124]
- Venezuela: Hugo Chávez prefiere no pronunciarse para respetar la soberanía de Egipto, pero si exige que ni Estados Unidos ni la Unión Europea se inmiscuyan en un asunto del país.[127] Tras la caída de Mubarak saludó la lección democrática y madurez política del pueblo egipcio y le emplazó a construir un mundo pluripolar de igualdad y de justicia, sobre la base de auténticas relaciones de amistad y cooperación.[128]

Asia
- Israel: El primer ministro de Israel, Benjamin Netanyahu, y el Ministerio de Exteriores israelí anunció el 28 de enero que mantienen un estrecho seguimiento de la situación en el vecino Egipto, pero se abstienen de adoptar una postura política y les han dicho a sus ministros que se abstengan de hacer comentarios debido a la naturaleza sensible de las relaciones. El Ministerio de Relaciones Exteriores también dijo que realizan actualizaciones de la situación cada pocas horas, y el canciller Avigdor Lieberman estaba en estrecho contacto con el embajador de Israel en Egipto, Yitzhak Levanon.[129] El Ministerio también estaba preocupado por cambios "sustanciales" en el régimen.[130] La Associated Press informó de que funcionarios de seguridad de forma anónima expresaron su preocupación por la violencia que podría poner en peligro las relaciones con su importante aliado y se extenderse a la Autoridad Palestina.[131]

- El miembro del Partido Laborista Israelí de la Knéset de Israel, Benjamín Ben-Eliezer, dijo que "expresa su apoyo a Mubarak y la esperanza de que los disturbios se tranquilicen." Otro diputado de la Knéset, Ibrahim Sarsur, que encabeza la Lista Árabe Unida, expresó su "pleno apoyo a los manifestantes en Egipto. Los estados policiales árabes han dejado a sus pueblos sin otro remedio más que salir a las calles por una revolución popular para derrocar a los regímenes represores y para liberarse del control de los dictadores." Los árabes israelíes realizaron manifestaciones en solidaridad con los manifestantes egipcios.

- China: China ha bloqueado la búsqueda de la palabra "Egipto" en Internet ante el temor de que se extiendan las protestas en el país.[135]

- Irán: El jefe del estado iraní, Alí Jameneí, declaró el 4 de febrero su apoyo a lo que evaluó como un despertar islámico en Oriente Medio inspirado en la Revolución Islámica iraní de 1979 e instó a la población egipcia a no creer en las manipulaciones de Occidente y Estados Unidos, alertándolos de que tratarían de «sustituir un espía por otro».[136]  También hicieron declaraciones de apoyo a los revolucionarios dirigentes del gobierno, parlamento y oposición.[137]

- Arabia Saudita: El rey Abdullah bin Abdelaziz de Arabia Saudí dejó claro su apoyo al presidente Mubarak.[138] "Ningún árabe o musulmán puede tolerar ninguna injerencia en la seguridad y la estabilidad del Egipto árabe y musulmán por aquellos se infiltran en el pueblo en el nombre de la libertad de expresión, aprovechándose para inyectar su odio destructivo. Al condenar esto, el Reino de Arabia Saudita y su pueblo y el gobierno declaran que se encuentran con todos sus recursos con el gobierno de Egipto y su pueblo."[139] También condenó a la "gente que trató de desestabilizar la seguridad y estabilidad de Egipto."[140]

- Autoridad Palestina: En los Territorios palestinos, el presidente de la Autoridad Nacional Palestina, Mahmoud Abbas, llamó por teléfono a Mubarak para expresarle su apoyo.[141]

- Hamás dijo que la frontera con Egipto estaba en calma y que la frontera había sido cerrada.
- El Frente Popular para la Liberación de Palestina (FPLP) declaró su solidaridad con los manifestantes y abogó por una revolución social y política en Egipto.

#### ONG
- Internacional Socialista: La Internacional de los partidos socialistas expulsó al Partido Nacional Democrático, partido socialdemócrata en el poder desde 1978 en Egipto como partido único de facto y miembro de la Internacional desde 1989. El partido fue cesado el 1 de febrero de 2011, tras 22 años de pertenencia, debido a las protestas en Egipto.[144]

- Anonymous: El grupo Anonymous hackeó diversas webs del gobierno egipcio.[145]

- HRW: Human Rights Watch dijo que la policía egipcia había intensificado el uso de la fuerza contra manifestaciones pacíficas lo que era "totalmente inaceptable y desproporcionado".[146]

- El director de Amnistía Internacional, Salil Shetty, indicó que la disolución del gobierno no detendría las manifestaciones.[147]

- Mohamed Abdel Dayem del Comité para la Protección de Periodistas condenó la violencia empleada por la policía contra los periodistas.[148]